# Ідеалтепе (станція)
40°56′16″ пн. ш. 29°06′51″ сх. д. / 40.937868261053° пн. ш. 29.114145639776° сх. д.
Ідеалтепе (тур. İdealtepe) — залізнична станція, на лінії S-bahn Мармарай в анатолійській частині Стамбула, мікрорайон Ідеалтепе, Малтепе.
Станція була введена в експлуатацію в 1966 році. 

Оновлена електрифікована станція знову введена в експлуатацію 29 травня 1969 

19 лютого 2013 року станцію було тимчасово закрито. 

і перенесено приблизно на 100 метрів на захід — і знову відкрито 12 березня 2019 року з рештою лінії Мармарай. 

Станція має дві колії з острівною платформою та одну експрес-колію з південного боку для швидкісних та міжміських поїздів. 

## Сервіс
| Попередня станція    | Лінія | Лінія    | Лінія | Наступна станція      |
| -------------------- | ----- | -------- | ----- | --------------------- |
| Кючюк'яли до Халкали |       | Мармарай |       | Сюрейя-плажи до Гебзе |